# 1988년 하계 패럴림픽
1988년 하계 패럴림픽(영어: 1988 Summer Paralympics, VIII Paralympic Games)은 1988년 10월 15일부터 10월 24일까지 대한민국 서울에서 개최된 하계 패럴림픽이다. 이 대회부터 하계 올림픽 개최지는 하계 패럴림픽도 개최하게 되었다.

## 갤러리

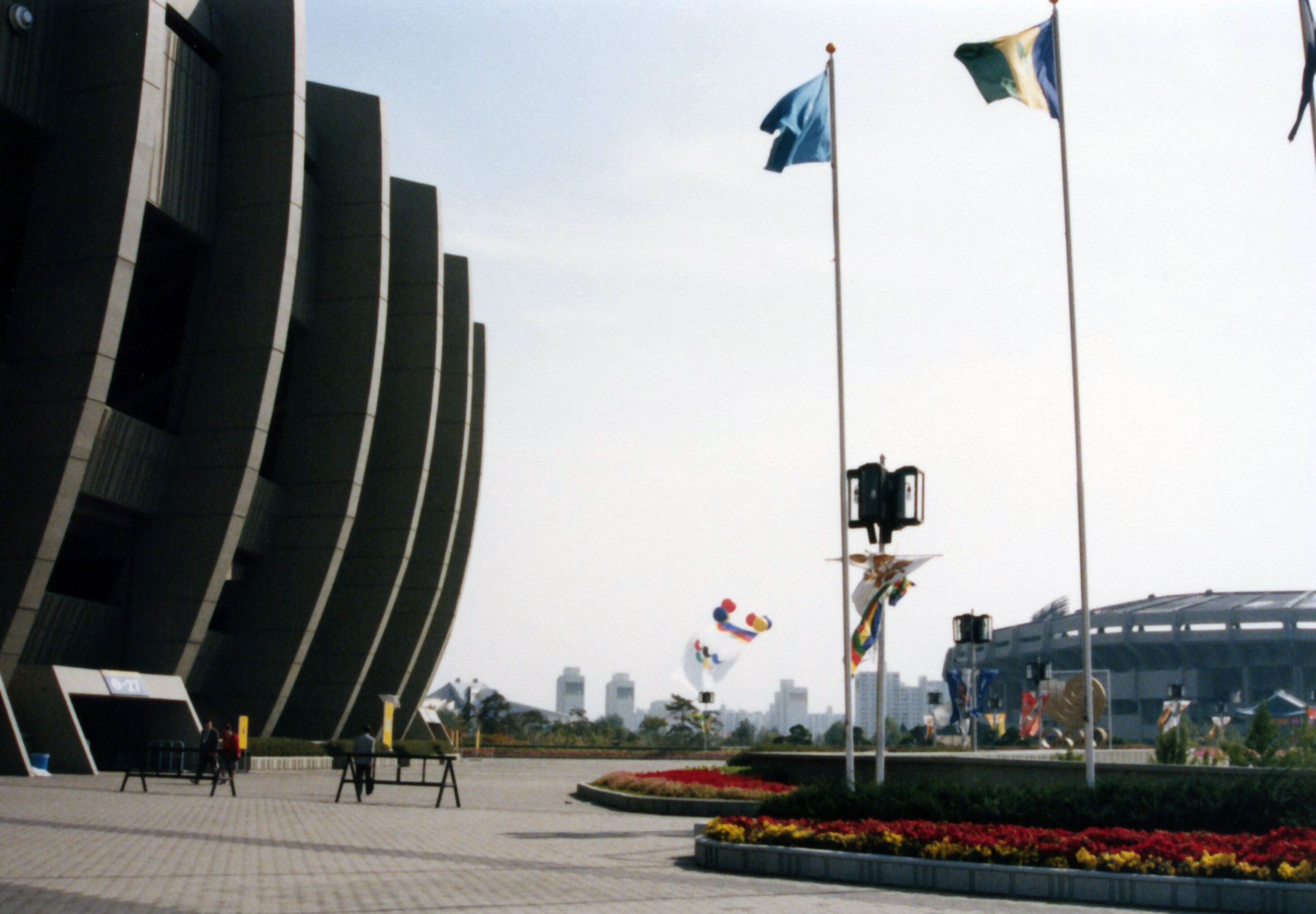
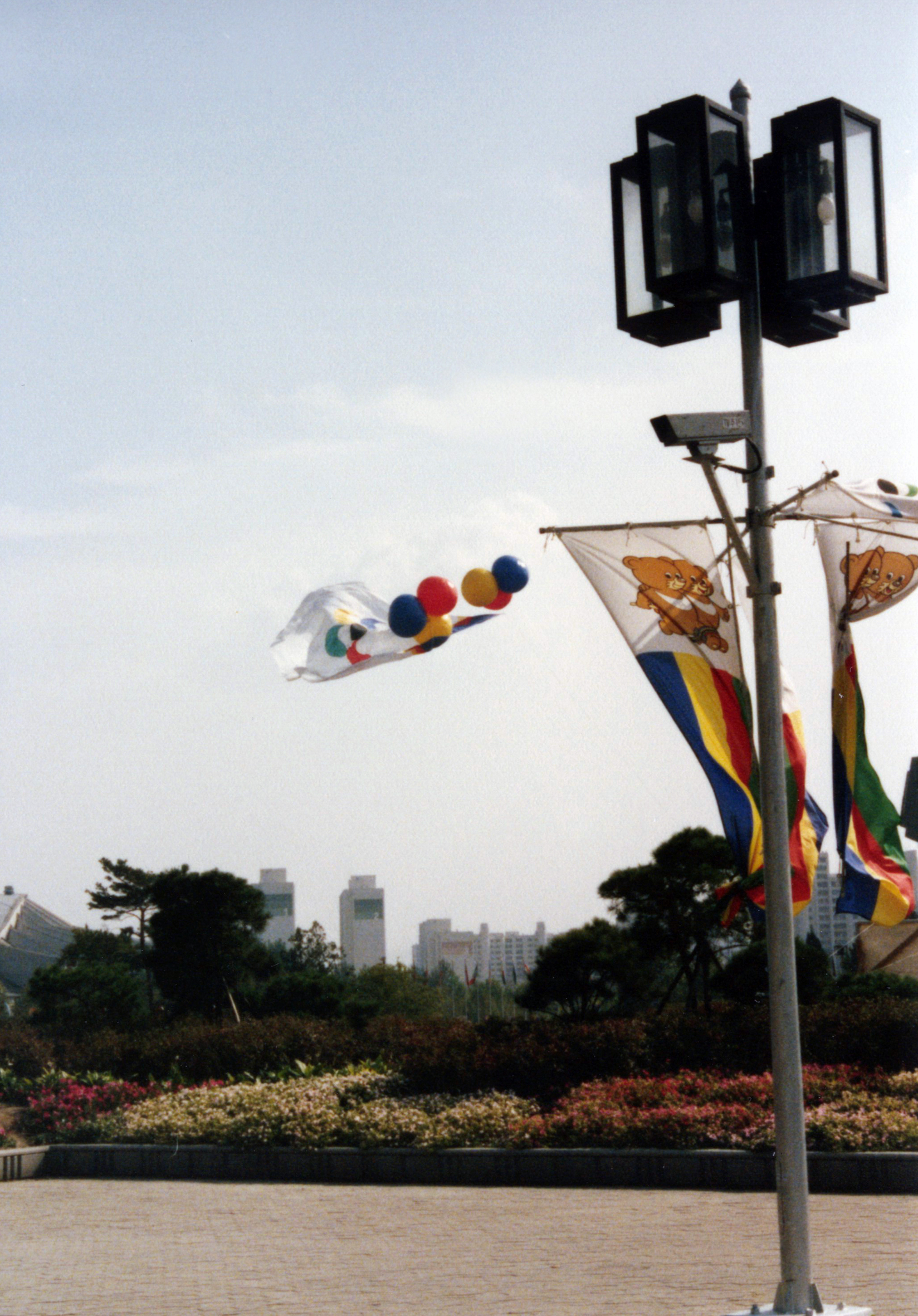
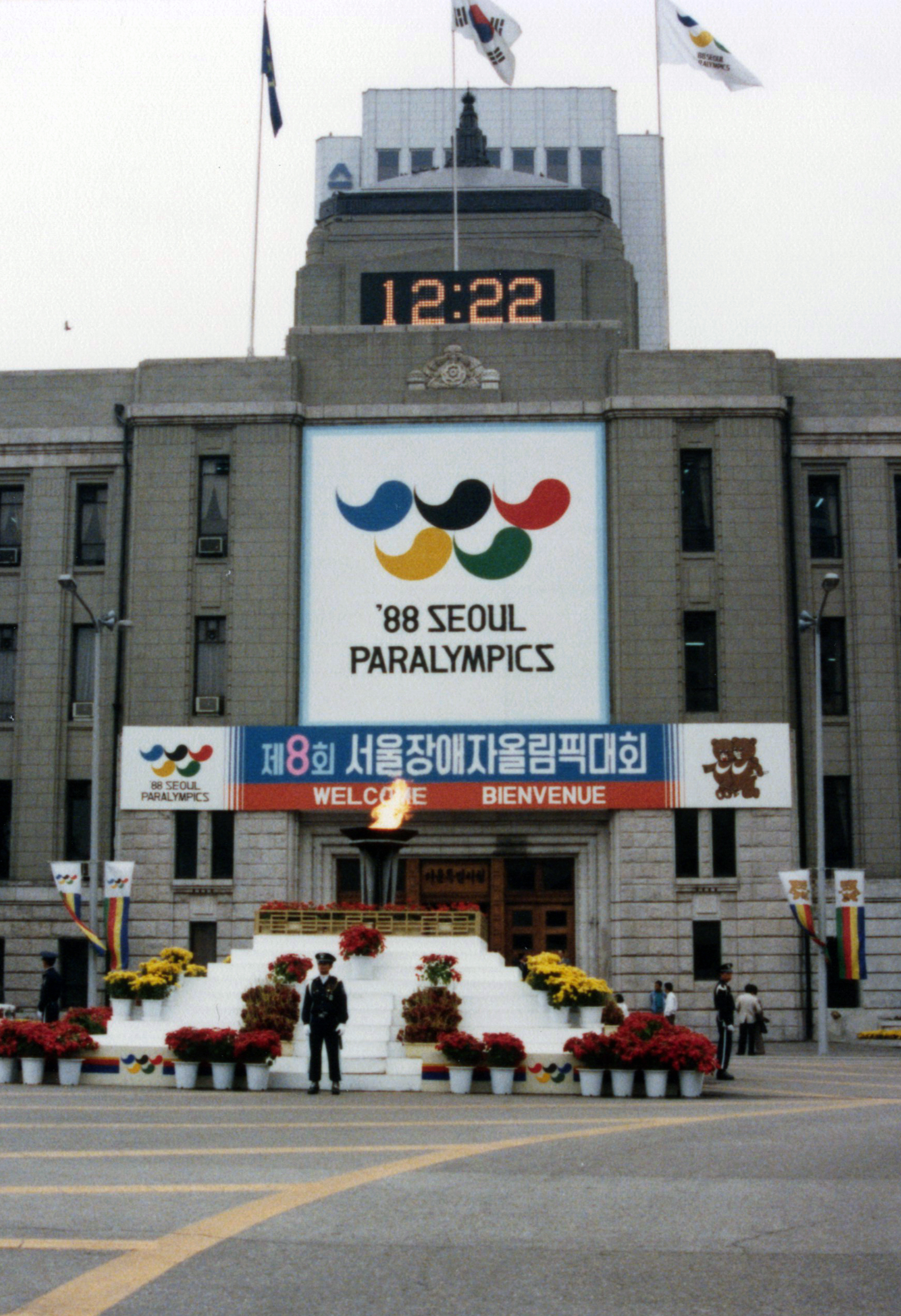
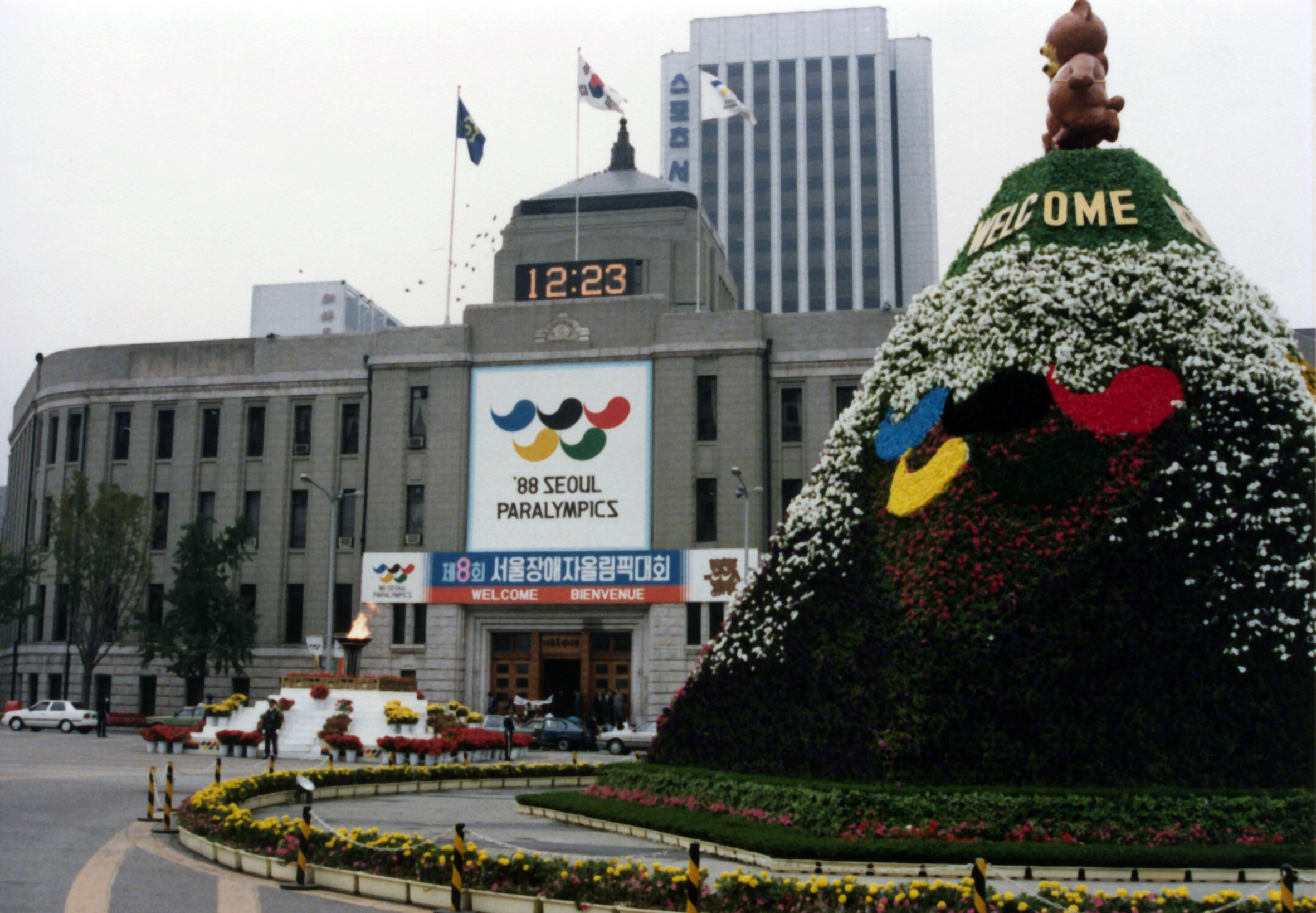

## 대회 상징

### 엠블럼
1988년 하계 패럴림픽의 엠블럼은 성낙훈 디자이너가 디자인하였으며, 대한민국의 전통적인 태극 문양을 모티브로 파란색, 검은색, 빨간색, 노란색, 초록색 태극 문양은 올림픽기에 그려진 고리 문양을 본떠서 디자인했다. 1988년 하계 패럴림픽의 엠블럼은 이듬해 창설된 국제 패럴림픽 위원회의 엠블럼으로 채택되었으며, 1994년까지 사용되었다.

### 마스코트
1988년 하계 패럴림픽의 마스코트는 곰두리로, 이윤수 경기공업개방대학(현 서울과학기술대학교) 교수가 디자인하였다. 반달가슴곰 두 마리가 이인삼각경기를 펼치고 있는 모습을 형상화하였다.

### 대회 상징과 관련된 사진

대회 엠블럼
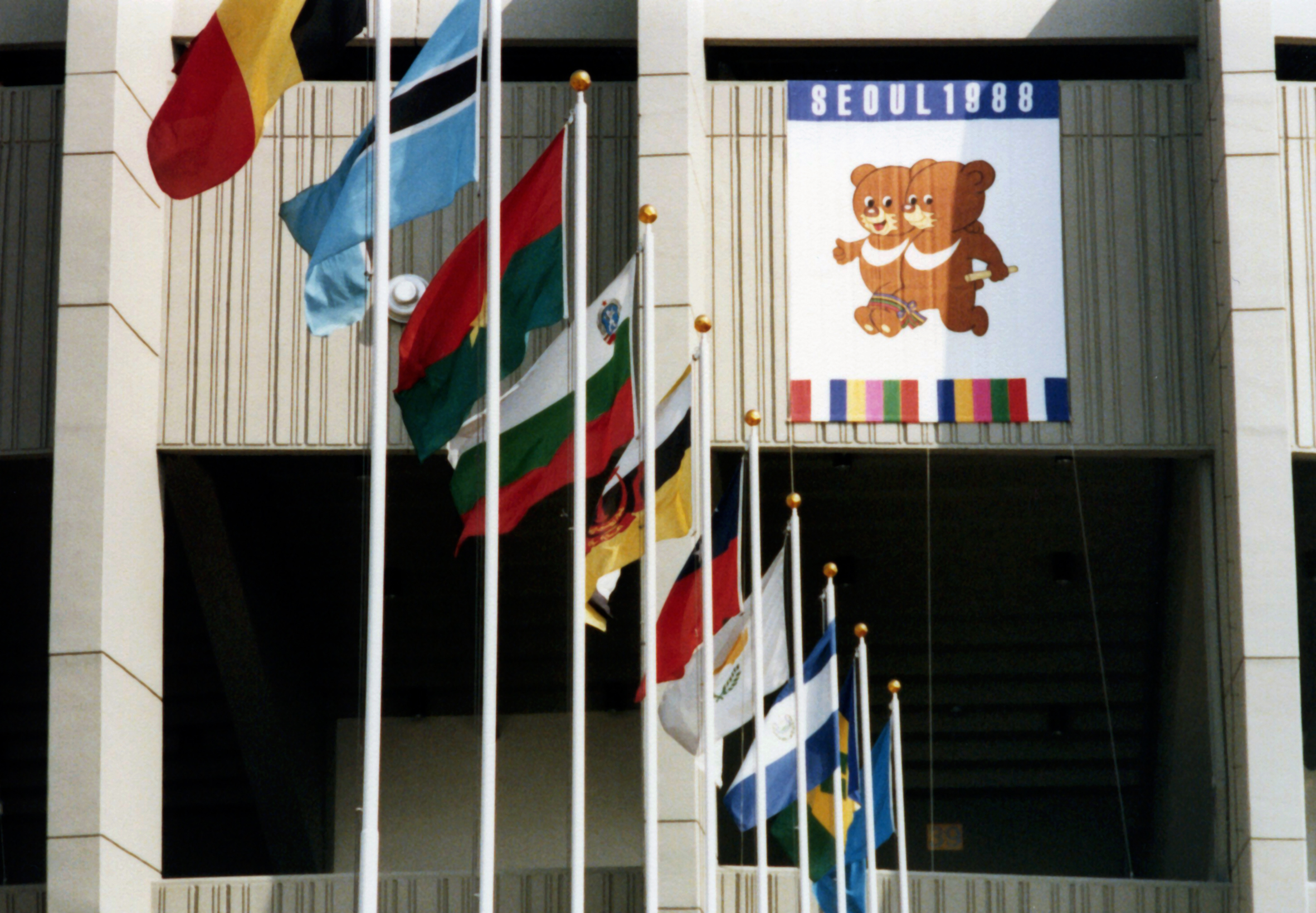
대회 마스코트 곰두리

## 선수촌
서울 패럴림픽 선수촌(Seoul Paralympic Village)은 대한민국 서울특별시 송파구 문정동에 위치하고 있다. 1987년 4월 착공한 뒤 1988년 서울 패럴림픽 개최를 위해 준공되었으며, 총 1,316세대의 10개동이며 지상 14층으로 구성된다. 서울 패럴림픽에 참가하는 세계 각국의 장애인 선수들을 위해 숙박 시설로 사용한 뒤 1989년 3월 분양하였다.
선수촌 시설 가운데 3개동은 휠체어 전용 아파트로 건립되었으며, 휠체어 전용 대형 엘리베이터와 전자식 자동 출입문, 장애자 전용 화장실과 욕조 등 각종 편의 시설들이 완비돼 있다. 또 장애인들이 쉽게 드나들 수 있도록 아파트 현관과 거실 등에 문턱을 모두 없애고 복도에는 핸드 레일을 부착해 사고에 대비하도록 하는 한편, 복도에 폭도 일반 아파트 보다 50cm가량 넓혀 휠체어가 서로 비켜갈 수 있다.
한편, 복도에 폭도 일반 아파트 보다 50cm가량 넓혀, 휠체어가 서로 비켜갈 수 있도록 하였다.
서울 패럴림픽 기간에는 서울 장애자올림픽 선수촌이라는 명칭으로 활용되다가, 패럴림픽 이후에 문정시영아파트로 명칭이 변경되었고, 1989년 3월에 일반에게 분양되었다.
- 주소 : 서울특별시 송파구 문정동 145(송이로31길 56)
- 세대수 : 1316세대(총10개동)
- 층수 : 14층
- 준공년월 : 1989년 3월
- 세대당주차대수 : 0.68대
- 면적 : 37㎡, 52㎡, 61㎡, 74㎡
- 평형 : 11, 15, 18, 22
- 용적률 : 215%
- 건설사 : 현대
- 난방 : 지역난방, 열병합
- 배정학교 : 문정초, 문덕초, 문정중, 문정고
- 종교시설 : 문정동성당

## 황연대 성취상
국제 패럴림픽 위원회에서는 이 대회부터 동하계 패럴림픽 폐막식 때마다 패럴림픽 최우수 남녀 선수에게 수여하는 황연대 성취상을 제정하였는데, 대한민국의 소아마비 장애인 의사인 황연대가 대한민국의 언론사로부터 받은 오늘의 여성상 상금을 국제 패럴림픽 위원회에 기부하면서 제정되었다.

## 참가국
1988년 하계 패럴림픽에 참가한 국가는 총 60개국이다. 불가리아, 키프로스, 이란, 마카오, 모로코, 오만, 필리핀, 푸에르토리코, 싱가포르, 소련, 튀니지 11개국이 처음으로 하계 패럴림픽에 참가하였다. 나이지리아, 리비아, 수단, 알제리, 에콰도르, 짐바브웨 6개국은 원래 대회 참가 신청을 했으나 선수단의 대한민국 입국 일정이 지연되면서 무산되었다.
| - 과테말라 - 그리스 - 네덜란드 - 노르웨이 - 뉴질랜드 - 대한민국 (개최국) - 덴마크 - 리히텐슈타인 - 마카오 - 말레이시아 - 멕시코 - 모로코 - 미국 - 바레인 - 바하마 - 벨기에 - 불가리아 - 브라질 - 서독 - 소련 | - 스웨덴 - 스위스 - 스페인 - 싱가포르 - 아르헨티나 - 아이슬란드 - 아일랜드 - 영국 - 오만 - 오스트레일리아 - 오스트리아 - 요르단 - 유고슬라비아 - 이란 - 이스라엘 - 이집트 - 이탈리아 - 인도 - 인도네시아 - 일본 | - 자메이카 - 중국 - 체코슬로바키아 - 캐나다 - 케냐 - 콜롬비아 - 쿠웨이트 - 키프로스 - 태국 - 튀니지 - 트리니다드 토바고 - 페로 제도 - 포르투갈 - 폴란드 - 푸에르토리코 - 프랑스 - 핀란드 - 필리핀 - 헝가리 - 홍콩 |

## 종목
- 골볼
- 농구
- 론볼
- 배구
- 보치아
- 사격
- 사이클
- 수영
- 스누커
- 양궁
- 역도
- 유도
- 육상
- 축구
- 탁구
- 파워리프팅
- 펜싱

### 시범 종목
- 테니스

## 메달 집계
| 순위 | 국가           | 금메달 | 은메달 | 동메달 | 합계 |
| ---- | -------------- | ------ | ------ | ------ | ---- |
| 1    | 미국           | 92     | 91     | 85     | 268  |
| 2    | 서독           | 77     | 64     | 48     | 189  |
| 3    | 영국           | 62     | 66     | 51     | 179  |
| 4    | 캐나다         | 54     | 42     | 57     | 153  |
| 5    | 프랑스         | 45     | 48     | 49     | 142  |
| 6    | 스웨덴         | 42     | 38     | 22     | 102  |
| 7    | 대한민국       | 40     | 35     | 19     | 94   |
| 8    | 네덜란드       | 30     | 23     | 29     | 82   |
| 9    | 덴마크         | 25     | 18     | 22     | 65   |
| 10   | 오스트레일리아 | 23     | 34     | 37     | 94   |

## 같이 보기
- 1988년 하계 올림픽
- 2018년 동계 패럴림픽

| 하계 패럴림픽          |                                |                 |
| 이전 대회              | 1988년 하계 패럴림픽 서울 1988 | 다음 대회       |
| 뉴욕-스토크맨더빌 1984 | 1988년 하계 패럴림픽 서울 1988 | 바르셀로나 1992 |